# Хоєцький Павло Богданович
Павло Богданович Хоєцький (нар. 25 вересня 1965, Новосілка, Підволочиський район) — український учений у галузі лісового господарства, педагог, учасник 20-ї та 23-ї українських Антарктичних експедицій (2015–2016 та 2018–2019 років).

## Біографія
Народився 25 вересня 1965 року в селі Новосілці Підволочиського району Тернопільської області.
Навчався у Львівському лісотехнічному інституті (нині — Національний лісотехнічний університет України) за спеціальністю «лісове господарство». У 1998 році захистив кандидатську дисертацію, у 2012 році — докторську.
З 1997 році працює в Національному лісотехнічному університеті України, з 2002 — на посаді доцента кафедри лісівництва.
Займається вивченням мисливських звірів, плануванням ефективного використання мисливського господарства тощо.
У 2015 році Павло Хоєцький став учасником 20-ї Антарктичної експедиціях, а у 2018 році вирушив в Антарктиду вдруге. В експедиції біолог досліджував морських ссавців та безхребетних.

## Публікації
- Навчальні посібники:
  - Бондаренко В. Д. Мисливська кінологія / Бондаренко В. Д., Мазепа В. Г., Хоєцький П. Б. Львів : Афіша, 2002. — 158 с.
  - Бондаренко В. Д. Мисливськогосподарське законодавство України / Бондаренко В. Д., Дейнека А. М., Бурмас В. Р., Ходзінський В. П., Хоєцький П. Б. — Львів : Сполом, 2005. — 336 с.
  - Хоєцький П. Б. Мисливствознавство. — Львів : Сполом, 2006. — 112 с.
- Методична література:
  - Хоєцький П. Б. Практикум з рибництва. — Львів : УкрДЛТУ, 2002. — 63 с.
  - Хоєцький П. Б. Практикум з мисливствознавства. — Львів : Сполом, 2007. — 64 с.
- Наукові статті:
  - Стаціальне розташування поселень норних звірів в угіддях Букачівського та Скалатського лісництв / Науковий вісник УкрДЛТУ: зб. наук.-техн. праць. — Львів : УкрДЛТУ. — 2001. — Вип. 11.1. — С. 43-44.
  - Організація та розвиток мисливського господарства в Україні у 1955—1960 рр. / Науковий вісник НЛТУ України: зб. науково-техн. праць. — Львів : РВВ НЛТУ України. — 2008. — Вип. 19.2. — С. 14-21.
  - Інтродукція і реакліматизація мисливських звірів у Західному регіоні України / Науковий вісник НЛТУ України: зб. наук.-техн. праць. — Львів : РВВ НЛТУ України. — 2010. — Вип. 20.16. — С. 265—273.
  - Reasons for extinction of the European bison (Bison bonasus L.) in the Western region of Ukraine / Żubr i jego ochrona. — Biuletyn. — Warszawa : Stowarzyszenia Miłośników źubrów, 2010. — Vol. 3.– S. 25-31.
  - Stan populacji łosia na Ukrainie / Leśne Prace Badawcze. — 2011. — Vol. 72. — S. 285—288.
  - Хоєцький П. Б. Лісомисливське господарство західного регіону України: історія розвитку, сучасний стан, потенціал мисливського фонду: автореф. дис. д-ра с.-г. наук: спец. 06.03.03 / П. Б. Хоєцький; наук. конс. Г. Т. Криницький; М-во освіти і науки, молоді та спорту України, Держ. вищ. навч. закл. «Нац. лісотехнічний університет України». — Львів, 2012. — 40 с.
  - Сарна Європейська (Capreolus Capreolus L.) в мисливських угіддях Львівщини: монографія / П. Б. Хоєцький. — Львів : Сполом, 2013. — 224 с. — Бібліогр.: с. 191—220. — ISBN 978-966-665-789-6
  - Хоєцький П. Б. Вплив чинників середовища на чисельність тварин Аргентинського архіпелагу [Архівовано 20 липня 2018 у Wayback Machine.] // VIII International Antarctic Conference. Kyiv — 16-18.05.2017- C. 105—107.